# Hvæm er du med de tusene navne
Hvæm er du med de tusene navne (Nederlands: "Wie ben jij met duizend namen") is een compositie van Hjalmar Borgstrøm. Bornstrøm schreef deze cantate op tekst van Bjørnstjerne Bjørnson. Hij schreef het werk voor bariton, gemengd koor en groot orkest. Borgstrøm schreef het toen hij nog in Noorwegen verbleef, vlak na voltooiing vertrok hij voor een muzikale rondreis door Europa, waarbij hij Berlijn, Leipzig, Londen en Parijs aandeed.
Iver Holter gaf tijdens de première op 9 maart 1889 leiding aan de voorloper van het Oslo Filharmoniske Orkester met als solist Thorvald Lammers. Die avond ging ook de Symfonie van Holter in première. Beide werken behoren tot het vergeten repertoire.